# Konrad Jule Hammer

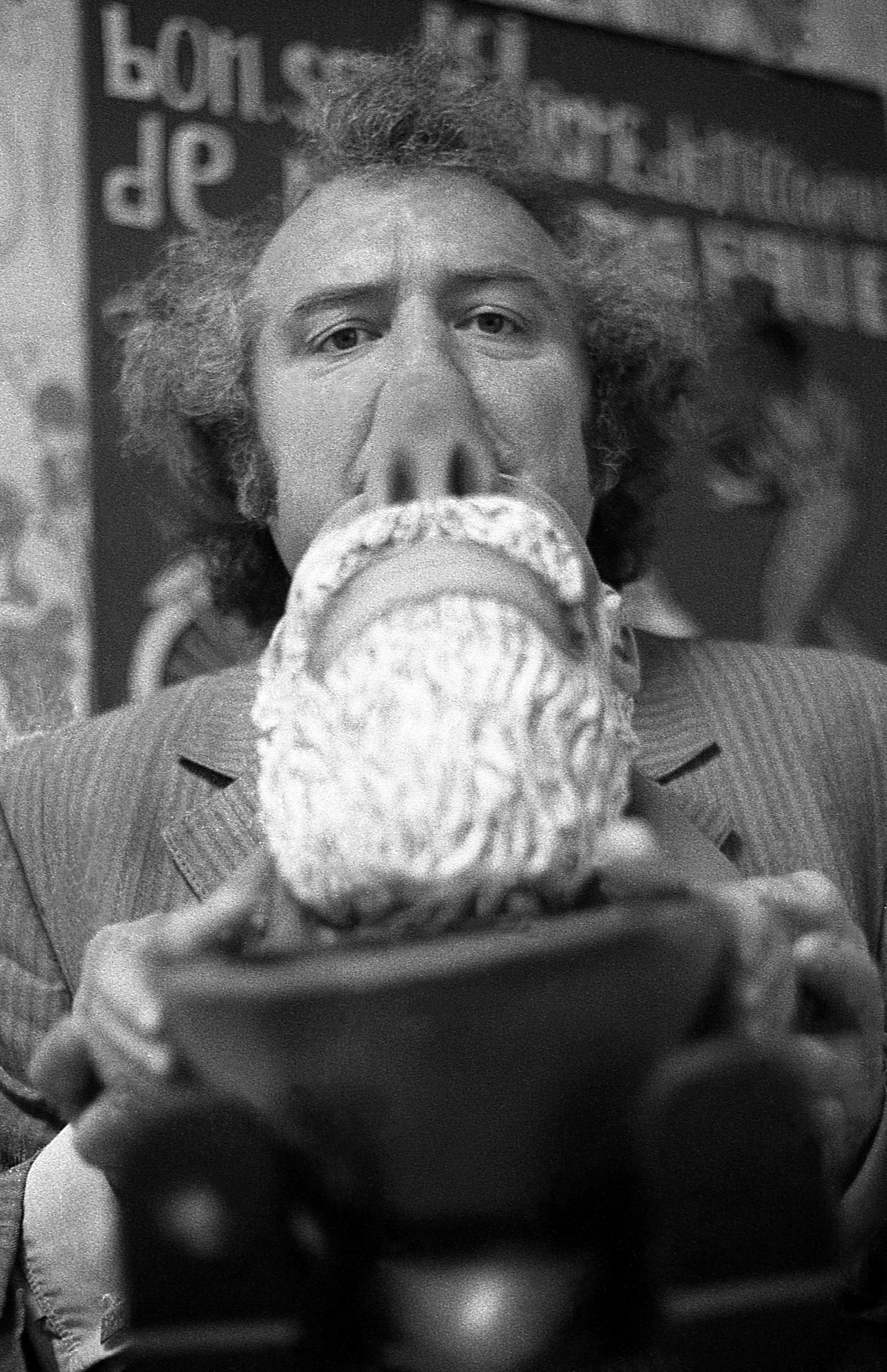
Konrad Jule Hammer (1975)

Konrad Jule Hammer (* 22. Oktober 1926 in Wittenberg; † 12. Februar 1991) war ein deutscher Galerist und kulturpolitischer Autor.

## Leben
Hammer – ein aus Wittenberg stammender Neffe des Seeoffiziers Graf Luckner – hatte an der Freien Universität Berlin Theaterwissenschaft studiert. Um 1950 gründete er in West-Berlin für die SPD die Neue Berliner Bühne, die eine Position zwischen Erwin Piscators politischem Theater und Carows Lachbühne bezog. Hammers kulturpolitische Aktivitäten in den 1950er Jahren umfassten insbesondere die alljährlichen Sommerfeste in der Berliner Waldbühne. 1956 schrieb er – gemeinsam mit Ernst Kallipke (Dirigat), Willy Lechler alias Wolfgang Buch (Komposition) und Horst Braun (Regie) – die Bühnenreportage Urabstimmung 46, eine oratorische Dokumentar-Revue in Songs und Berichten, die am 7. April 1956 in der damaligen Hochschule für Musik uraufgeführt wurde. Für die Uraufführung im Konzertsaal der Hochschule war die Genehmigung des Direktors Boris Blacher erforderlich gewesen. Ein Mitwirkender in dem Dokumentationstheater, in der es um einen möglichen Zusammenschluss von SPD und KPD nach dem Zweiten Weltkrieg ging, war der SPD-Politiker Franz Neumann.
Für den Kabarettisten Wolfgang Neuss gab Hammer die Satire-Postille Neuss Deutschland heraus, und im Europa-Center betrieb er Theater und eine Galerie („Theater- und Galerie im Europa-Center“). Von 1963 bis 1991 leitete Jule Hammer das Haus am Lützowplatz. Sein Assistent war von 1987 bis 1991 der Theaterwissenschaftler Wolfgang Jansen.

## Veröffentlichungen
- Die Bochumer Erklärung. Zu einer zeitgemäßen Organisation unseres Lebensraumes. 16. September 1965. Herausgeber: Vorstand der SPD, Berliner Büro. Fotos: Mark B. Anstendig und Abisag Tüllmann. 1965
- Unruhe ist die erste Bürgerpflicht. Bilder von Peter Ackermann. Herausgeber: Der Senator für Familie, Jugend und Sport, Berlin 1968
- Otto Bachmann. Gemeinsam mit Will Berthold und Willy Oggenfuss. Relais, Bremen 1974
- Dresden als Erlebnis und moralische Landschaft. Wilhelm Rudolph, Holzschnitte, Aquarelle, Zeichnungen. Gemeinsam mit Siegfried Kiok und Ludwig Thürmer. Haus am Lützowplatz, Berlin 1981
- Berliner Schimpfwörterbuch von Jule Hamer, Haude & Spener Berlin (1980), ISBN 3-7759-0236-8
- Eintritt frei – Kinder die Hälfte! Zur Geschichte der Berliner Volksfeste. In: Berliner Forum 8/81, Presse- und Informationsamt des Landes Berlin, 1981